# Његова девојка Петко
Његова девојка Петко (енгл. His Girl Friday) је америчка црно-бела скрубол филмска комедија из 1940. године у режији Хауарда Хокса, заснована на позоришном комаду „Насловна страна“ Бена Хекта и Чарлса Макартура. Главни ликови у филму су Волтер Бернс, новински уредник кога тумачи Кери Грант, и Хилди Џонсон, његова бивша жена и новинарка, коју игра Розалинд Расел. Радња приказује како је Хилда, непосредно пре него што ће напустити новине како би започела живот са својим будућим супругом (кога глуми Ралф Белами), послата да прати погубљење осуђеног убице, које ће се искомпликовати када исти побегне.
Хокс је првобитно намеравао да буде веран књижевном предлошку и првој филмској адаптацији из 1931. у којима су главни ликови, Волтер и Хилди, мушкарци. Међутим, када је чуо своју секретарицу како изговара Хилдијеве реплике, свидело му се како звуче са женским гласом, те је одлучио да преради сценарио и Хилдија претвори у Хилди, односно бившу Волтерову супругу. Иако је због те одлуке имао проблема са кастингом и Розалинд Расел морао прихватити прилично невољно (јер "јаче" женске звезде нису биле доступне), она се на крају испоставила као пун погодак. Приликом снимања Хокс је глумцима дозволио, што је било нетипично за тадашњи Холивуд, да импровизују властите дијалоге, а такође је користио нове аудио-технике како би што уверљивијим учинио сцене где ликови једни другима упадају у реч. Иако није био међу комерцијално најуспјешнијим остварењима, „Његова девојка Петко“ се данас сматра класиком и једним од најбољих Хоксових филмова. Амерички филмски институт га је уврстио на 19. место листе 100 најбољих комедија.
Због проблема око наследних ауторских права, овај филм је од 1968. у јавном власништву, те се може слободно дистрибуирати и приказивати.

## Радња
Волтер Бернс (Кери Грант) је главни уредник Морнинг Поста, Хилди Џонсон (Розалинд Расел) је његова бивша супруга и главни репортер. Долази да обавести Волтера да се удаје и напушта новине. Циник, он и даље воли Хилди, и не жели да изгуби најбољу службеницу, па јој даје последњи задатак - да интервјуише осуђеног на смрт Ерла Вилијамса (Џон Квејлен). Ово ће бити њен најбољи извештај, врхунац њене каријере, али ствари се компликују.

## Улоге
| Глумац         | Улога         |
| -------------- | ------------- |
| Кери Грант     | Волтер Бернс  |
| Розалинд Расел | Хилди Џонсон  |
| Ралф Белами    | Брус Болдвин  |
| Џин Локхарт    | Шериф Хартвел |
| Портер Хол     | Мерфи         |
| Ернест Трукс   | Бенсингер     |
| Клиф Едвардс   | Ендикот       |